# Hotel Dili
El Hotel Dili (en portugués: Hotel Díli) es un hotel en el paseo marítimo, en Dili, la capital de Timor Oriental, establecido en 1933. Fue comprado por el australiano Frank Favaro (1935-2000) en 1971. En 1975, Favaro albergaba seis australianos en el hotel durante una batalla, a pesar de que se decía que "se negaron sistemáticamente las ofertas de evacuación." El hotel tuvo que ser evacuado en un punto debido a un ataque. Jane Nicholls describe el hotel como "extravagante" y "las Torres Fawlty de Timor Oriental".